# Polen-Rundfahrt 1956
Das Etappenrennen Polen-Rundfahrt 1956 führte im September über acht Etappen. Es war die 13. Austragung der Polen-Rundfahrt. Gesamtsieger wurde Marian Więckowski.

## Teilnehmer
Am Start standen Radrennfahrer in Nationalteams aus der DDR, Dänemark, Jugoslawien, Ungarn und Polen mit je sechs Fahrern sowie dreizehn Vereinsmannschaften aus dem Gastgeberland. Für die DDR fuhren Günter Grünwald, Detlef Zabel, Wolfgang Grabo, Erwin Wittig, Siegfried Wustrow und Helmut Zirngibl.

## Rennen
Veranstalter war der polnische Radsportverband. Die Gesamtdistanz betrug 1220,5 Kilometer, wobei es keinen Ruhetag gab. Neben der Einzelwertung gab es eine Mannschaftswertung. Deutliche Kritik gab es von den ausländischen Mannschaften an der Verpflegung der Fahrer. Auch das Fehlen von Dolmetschern wurde kritisiert. Marian Więckowski übernahm nach der 2. Etappe die Führung und gewann die Rundfahrt ohne eigenen Etappensieg.

## Etappen
Die Rundfahrt führte über insgesamt acht Etappen mit einem Einzelzeitfahren.
1. Etappe 158 km: Sieger Günter Grünwald, DDR
2. Etappe 163 km: Sieger Stanisław Bedyński, Polen
3. Etappe 208 km: Sieger Stanisław Bugalski, Polen
4. Etappe 125 km: Sieger Janusz Paradowski, Polen
5. Etappe 174 km: Sieger Mieczysław Ulik, Polen
6. Etappe 137 km: Sieger Stanisław Królak, Polen
7. Etappe 39,5 km (Einzelzeitfahren): Sieger Stanisław Bedyński, Polen
8. Etappe 216 km: Sieger Stanisław Bugalski, Polen

## Gesamtwertungen

### Einzel (Gelbes Trikot)
| Platz | Name               | Mannschaft | Zeit            |
| ----- | ------------------ | ---------- | --------------- |
| 1.    | Marian Więckowski  | Polen      | 33:08:26 h      |
| 2.    | Stanisław Bugalski | Polen      | + 01:29 Minuten |
| 3.    | Wiesław Podobas    | Polen      | + 14:32 Minuten |
| 4.    | Mieczysław Ulik    | Polen      | + 14:32 Minuten |
| 5.    | Eligiusz Grabowski | Polen      | + 17:14 Minuten |
| 6.    | Günter Grünwald    | DDR        | + 19:03 Minuten |

### Mannschaftswertung
Die Mannschaftswertung gewann das Team CWKS I vor CWKS II und der DDR.